# 23254 Chikatoshi
23254 Chikatoshi este un asteroid din centura principală de asteroizi.

## Descriere
23254 Chikatoshi este un asteroid din centura principală de asteroizi. A fost descoperit pe 22 decembrie 2000 la Stația Anderson Mesa în cadrul programului LONEOS. Asteroidul prezintă o orbită caracterizată de o semiaxă mare de 2,71 ua, o excentricitate de 0,14 și o înclinație de 5,0° în raport cu ecliptica.